# Conus kostini
Espèce
Conus kostini est une espèce de mollusques gastéropodes marins de la famille des Conidae.
Comme toutes les espèces du genre Conus, ces escargots sont prédateurs et venimeux. Ils sont capables de « piquer » les humains et doivent donc être manipulés avec précaution, voire pas du tout.

## Description
La taille de la coquille varie entre 60 mm et 100 mm.

## Distribution
Cette espèce marine est présente au large de l'île de Balut, dans le sud de Mindanao, aux Philippines.

## Taxonomie

### Publication originale
L'espèce Conus kostini a été décrite pour la première fois en 2012 par les malacologistes Robin Michael Filmer, Homère Alves Monteiro, Felix Lorenz et Armando Verdasca dans la publication intitulée « Acta Conchyliorum »,.

### Synonymes
- Conus (Embrikena) kostini Filmer, Monteiro, Lorenz & Verdasca, 2012 · appellation alternative
- Embrikena kostini (Filmer, Monteiro, Lorenz & Verdasca, 2012) · non accepté